# Meseret Belete
Meseret Belete Tola (amharisch መሠረት በለጠ; * 16. September 1999) ist eine äthiopische Langstreckenläuferin.

## Sportliche Laufbahn
Erste internationale Erfahrungen sammelte Meseret Belete bei den Halbmarathon-Weltmeisterschaften 2018 in Valencia, bei denen sie in 1:08:09 h den sechsten Platz belegte, ehe sie beim Göteborg-Halbmarathon in 1:09:06 h siegreich war. Im Jahr darauf gewann sie bei den Afrikaspielen in Rabat in 1:12:08 h die Bronzemedaille hinter ihren Landsfrauen Yalemzerf Yehualaw und Degitu Azimeraw.
Im Oktober 2023 siegte Belete beim Amsterdam-Marathon in persönlicher Bestzeit von 2:18:21 h.

## Persönliche Bestzeiten
- Halbmarathon: 1:07:51 h, 16. September 2018 in Kopenhagen (Juniorinnenweltbestzeit)
- Marathon: 2:18:21 h, 15. Oktober 2023 in Amsterdam